# Monochamus similis
Monochamus similis là một loài bọ cánh cứng trong họ Cerambycidae.